# Guatemala i olympiska sommarspelen 1952
Guatemala deltog i de olympiska sommarspelen 1952 med en trupp bestående av 21 deltagare. Ingen av landets deltagare erövrade någon medalj.